# 전형준 (신학자)
전형준(全炯俊, 1964년 1월 23일~)은 대한민국의 목사, 교수, 신학자이다. 대한민국 육군군목으로 군 선교사역을 담당했으며, 충현교회 목사 및 창신제일교회 담임목사로 시무하였다. 한국복음주의상담학회 감독상담사(슈퍼바이저)이며, 성경적 상담학회를 설립하고 2022년 기준으로, 회장을 맡고 있다. 성경적상담설교 이론을 제안하였으며, 사람의 마음을 치유하는 상담설교 및 성경적 치유상담의 전문가로 평가되고 있다. 백석대학교 실천신학 교수로 활동하고 있다.

## 학력
- 총신대학교 졸업(문학사)
- 총신대학교 신학대학원 졸업(목회학석사)
- 고려대학교 대학원 졸업 (상담심리학, 교육학석사)
- 총신대학교 대학원 졸업 (실천신학 목회상담학, 신학석사)
- 총신대학교 대학원 철학박사 학위 취득(실천신학 목회상담)
- 미국 웨스트민스터 신학교 졸업(목회상담학박사)

## 경력
- 미국 Oregon Bible College & Seminary 교수 역임
- 서울기독대학교 교수 역임
- 숭실대학교 기독교학대학원 외래교수 역임
- 육군 군종장교 (군목) 대위 (6사단, 26사단, 수도군단 군종장교)
- 충현 교회 교구목사(강남구 역삼동)
- 창신제일교회 담임목사(서울 종로)
- 미국 Korean Bible Church 한인성서교회 담임목사(미국)
- 현대교회 담임목사 (서울 서조)
- Portland State University 수학
- Biola University Research Fellow
- 백석대학교 교수 (기독교학부 실천신학 교수<목회상담학>)
- 현재, 성경적 상담학회 회장
- 현재, 한국 복음주의 기독교 상담학회 감독상담사(Super visor)
- 현, 한국복음주의 신학회 정회원
- 현, 한국개혁신학회 정회원
- 현, 개혁신학회 정회원
- 현 개혁주의생명신학회 정회원
- 현, 기독교학술원 연구위원
- 전, 개혁주의 이론 실천학회(샬롬을 꿈꾸는 나비행동) 사무총장
- 전, 고려대학교 상담심리학회장
- 전, 고려대학교 상담심리목회자 연구회장
- 현, 고려대학교 교우목회자회 부회장

## 저서 및 주요논문

### 저서
- 성경적 심리치유(서울: CLC, 2022).
- 마음을 바꾸면 인생이 달라집니다(서울: CLC. 2020).
- 성경적상담학(서울: 대서, 2012; 2018).
- 성경적상담설교 (서울: CLC. 2013).
- 통합적심리치료 (서울: CLC, 2016).
- 정신의학과 기독교(서울: 대서, 2013).
- 성경적상담과 설교(서울: CLC, 2011).
- 마음의 문제를 풀어주는 성경적상담(서을: 쿰란출판사, 2009).
- 장례추모예배 이렇게 준비하라(서울: 아가페, 2010. 13쇄).
- 제2의 탄생(서울: 쿰란출판사, 1996).
- 예수님 말씀을 통한 매일묵상집(서울: 아가페, 1999) 외 다수.

### 주요 논문
- 한국교회와 성경적 상담의 이해와 과제(복음과 상담)
- 한국 장로교회 100년의 역사에 나타난 목회상담학의 흐름과 전망(개혁논총)
- 기독교상담의 통합 모델에 관한 성경적 상담학적 조명(복음과 상담)
- 웨스트민스터 신앙 고백서에 나타난 성경적 상담 원리(개혁논총)
- 동성애에 대한 복음주의 상담적 접근(복음과 상담)
- 자살에 대한 목회상담학적 대책(복음과 상담)
- 이단자들의 심리 이해와 목회상담학적 대책(개혁논총)
- 청소년 자녀 교육을 위한 기독교상담학적 조명(복음과 상담)
- 다문화 가정의 청소년 자녀를 위한 개혁주의 목회상담 방안(개혁논총)
- 노년기의 분노에 대한 성경적 상담 방안(복음과 상담)
- 성경적상담 운동과 개혁주의 생명신학과의 상관성(한국복음주의신학회 발표)
- 목회상담의 역사에 나타난 개혁신앙(백석신학저널)
- 목회상담자로서의 칼빈 재조명(복음과 상담)
- 성경적 상담과 설교의 통합 방안(성경과 신학)
- 치료자 예수에 대한 마태의 관심과 성경적상담설교의 실제(개혁논총)
- The Scarlet Letter의 Character 연구(문학사)
- 이상적인 목회자의 자질과 실제의 모습에 관한 연구(고려대 교육학석사)
- 21세기 목회와 상담설교의 실용성에 관한 연구(신학석사)
- 성경적 상담설교의 분석과 방향 -성경적상담과 설교의 통합을 중심으로-(철학박사)
- A Study on The Effect of Counseling Preaching in Relation to The Pastoral Context in The Twenty First Century(WTS 목회상담학박사)

## 같이 보기
- 대한민국의 신학자 목록